# Kees Wolfers
Cornelis Jan "Kees" Wolfers (Arnhem, 18 april 1927 – Stockholm, 10 augustus 1976) was een Nederlands voetballer.

## Biografie
Kees Wolfers was de zoon van Janus Wolfers en Engeltje Bloemendaal. Hij had drie jongere broers.
In 1943 werd hij junior-lid van de AFC Ajax. In 1946 verhuisde hij naar Be Quick Zutphen. Op 22 september 1946 maakte hij zijn debuut in kampioenschap tegen Quick en scoorde een doelpunt. In 1947 keerde hij terug naar Ajax.
Hij speelde van 1947 tot 1948 bij Ajax als rechtsbinnen. Van zijn debuut in het kampioenschap op 28 september 1947 tegen 't Gooi tot zijn laatste wedstrijd op 18 januari 1948 tegen Zeeburgia speelde Wolfers in totaal zeven wedstrijden en scoorde vijf doelpunten in het eerste elftal van Ajax.
In 1952 ging hij naar Zweden.
Hij overleed op 10 augustus 1976 op 49-jarige leeftijd.

## Statistieken
| Club  | Seizoen | Competitie | Competitie | Beker | Beker | Totaal | Totaal |
| Club  | Seizoen | Wed.       | Dlp.       | Wed.  | Dlp.  | Wed.   | Dlp.   |
| ----- | ------- | ---------- | ---------- | ----- | ----- | ------ | ------ |
| Ajax  | 1947/48 | 7          | 5          | -     | -     | 7      | 5      |
| Total | Total   | 7          | 5          | -     | -     | 7      | 5      |